# ترنج (فیلم ۱۳۶۵)
ترنج فیلمی به کارگردانی و نویسندگی محمدرضا اعلامی محصول سال ۱۳۶۵ است.

## خلاصه داستان
احمد استادکار و طراح فرش است. دلالی به نام یعقوب با او دشمن است. موقعی که ایادی یعقوب می‌خواهند دار قالی را بشکنند همسر او را ناخواسته به قتل می‌رسانند. احمد در پی انتقام بر می‌آید، اما عوامل یعقوب انگشتان دست او را می‌شکنند. سال‌ها می‌گذرد و دختر احمد که در کارگاه‌های تاریک و نمور قالی‌بافی کار می‌کند به پادرد مزمن دچار می‌شود. احمد می‌کوشد با احیای طرح‌های قدیمی و بکار گرفتن نیرو و تجربه ترنج با دلال‌ها مقابله کند. عوامل یعقوب نیز بیکار نمی‌نشینند و راه او را سد می‌کنند. بالاخره احمد از تیرهای سقف انبار خانه‌اش داری به پا می‌کند. یعقوب و عواملش در ژاندارمری با او مخالفت می‌کنند اما با مقاومت احمد و مردم روبرو می‌شوند.

## بازیگران
- علی نصیریان
- پروانه معصومی
- کمند امیرسلیمانی
- جمشید لایق
- فهیمه راستکار
- خسرو امیرصادقی
- عزت اله مقبلی
- شیوا گورانی
- منوچهر افسری
- خسرو شاه کرمی
- بهزاد سلماسی
- نسرین قاسم‌زاده
- سامی تحصنی
- تامارا رشیدی نوید
- شهیدی
- طاهر افشار
- فرهاد خانمحمدی
- اکبر معتمدی
- سعید خاکسار
- ابراهیم فلاحی
- کریم صادقی
- منصور سرلک
- افشین کاتبی
- طاهره سری
- یزدان اسدالهی
- ستار اورا
- علی گیتی
- اشرف میرشاه ولد